# 東京おひさまベリー
東京おひさまベリー（とうきょうおひさまベリー）は、東京都農林総合研究センターが育種したイチゴの品種。

## 概要
ハウス栽培用ではなく、露地栽培用の品種である。
大粒で、酸味、甘み、香りといった味のバランスが良いことが特徴とされる。日本で古くから露地栽培されているイチゴ品種の宝交早生と比べると、ひと回りほど大きく、果肉の中まで赤い。このため、ジャムやジュースに加工するときれいな色が出るとされる。
2019年に品種登録された。

## 名称の由来
露地栽培向け品種であることから、東京おひさまベリーという名前がつけられた。

## 開発の経緯
ハウス栽培は設備費用が必要となってくるが、路地栽培は設備費用が抑えられる。また、東京都内では広い土地が確保できないため、別の農産物を作ったあとの同じ畑でイチゴを栽培できる露地栽培が向いているとされる。このため、東京都は東京おひさまベリーによる農家の所得向上を期待している。
宝交早生に女峰を交配させた品種を選抜した「99-8」を種子親にし、芳玉を交配させて得られた実生から選抜を重ねて誕生した。

## 事件
- 2021年2月にホームセンターで購入した東京おひさまベリーの苗を自宅の庭で栽培し、フリマアプリを通じて2023年4月までに延べ31人に101株の苗を販売したとして、種苗法違反の疑いで書類送検が行われた[3]。